# HMCS Stellarton (K457)
HMCS Stellarton (K457) je bila korveta izboljšanega razreda Flower, ki je med drugo svetovno vojno plula pod zastavo Kraljeve kanadske vojne mornarice.

## Zgodovina
Ladja je bila v lasti Kraljeve kanadske vojne mornarice vse do leta 1946, ko je bila prodana Čilu kot Casma.